# Rosarium Virginis Mariae
Rosarium Virginis Mariae (Rosário da Virgem Maria) é uma Carta Apostólica do Papa João Paulo II, emitida em 16 de outubro de 2002, que declarou de outubro de 2002 a outubro de 2003 o "Ano do Rosário".  Foi publicado pelo Papa João Paulo II em 2002, no início do vigésimo quinto ano de seu pontificado.

## Introdução

João Paulo II Brasão de armas com a Cruz Mariana

Esta Carta Apostólica trata do Santo Rosário e segue o Papa Paulo VI ao vê-lo como um compêndio da mensagem do Evangelho: 
O Rosário, embora claramente de caráter mariano, é, no fundo, uma oração cristocêntrica. Na sobriedade dos seus elementos, contém toda a profundidade da mensagem evangélica na sua totalidade, da qual se pode dizer que é um compêndio. ... Por meio do Rosário, os fiéis recebem graça abundante, como das próprias mãos da Mãe do Redentor.
Na bula papal Consueverunt de 1569, São Pio V observou que "o Rosário ou Saltério da Santíssima Virgem é um "método de oração" através do qual veneramos Maria com a saudação angélica repetida 150 vezes de acordo com o número dos salmos de Davi, e antes de cada série de dez Ave Maria, dizemos a oração de Nosso Senhor com meditações que ilustram toda a vida do mesmo Senhor Jesus Cristo”. A Carta Apostólica cita São Luís de Montfort:
“Toda a nossa perfeição consiste em ser conformados, unidos e consagrados a Jesus Cristo. Portanto, a mais perfeita de todas as devoções é, sem dúvida, aquela que nos conforma, une e consagra da maneira mais perfeita a Jesus Cristo. Ora, sendo Maria, de todas as criaturas, a mais conformada a Jesus Cristo, segue-se que, entre todas as devoções, a que mais consagra e conforma uma alma a Nosso Senhor é a devoção a Maria, sua Santa Mãe, e que quanto mais uma alma é consagrada a ela tanto mais será consagrado a Jesus Cristo”.

## Mistérios Luminosos
À medida que a história cristã se desenvolveu, na espiritualidade medieval, a devoção religiosa desenvolveu uma notável orientação cristocêntrica que se consolidou sob a influência do monaquismo, que dava forte ênfase à humanidade de Jesus, vista nos mistérios de sua vida terrena. Assim, o afetus dilectionis (amor preferencial) aquece a piedade cisterciense com São Bernardo e Guilherme de Saint-Thierry, enquanto a espiritualidade franciscana se concentra na tradição do presépio e na contemplação da paixão. A piedade dominicana, com Santo Alberto Magno e Santa Catarina de Sena, como São Francisco, vê no Cristo crucificado o centro da devoção religiosa.
Nesta carta, João Paulo II introduz os " Mistérios da Luz " no ciclo dos mistérios da vida de Cristo que devem ser contemplados durante a reza do rosário. Esses cinco "mistérios luminosos" concentram a devoção nos eventos do ministério público de Jesus Cristo: 
- (1) seu batismo no Jordão,
- (2) sua auto-manifestação no casamento de Canaã,
- (3) sua proclamação do Reino de Deus,
- (4) sua Transfiguração, e
- (5) sua instituição da Eucaristia.

O documento afirma que cada mistério “é uma revelação do Reino agora presente na própria pessoa de Jesus”.  Longa e diversificada em conteúdo, a Carta Apostólica pode ser considerada um instrumento pastoral prático de várias maneiras: Como rezar o Rosário como forma de oração contemplativa, breves explicações sobre os mistérios, os significados do "Pai Nosso", as dez "Ave-Marias", o "Glória", as orações finais, as contas e a corrente. 